# 電影社會主義
《電影社會主義》（法語：Film Socialisme）是法國導演尚盧·高達於2010年的作品，獲選入第63屆坎城影展一種注目單元。
這是高達第一部HD和長寬比16:9的電影，內容以虛構故事、圖像資料和各種鏡頭剪接而成，有大量對白、自述和畫外音進行「自由」、「平等」、「正義」等哲學辯證，同時畫面與聲音時常不一致。美國搖滾歌手帕蒂·史密斯和法國哲學家阿蘭·巴迪歐也在電影中露面。

## 劇情
電影由三段組成:
- 在郵輪裡的一些事
- 我們人類的文明
- 我們的歐洲

## 外部連結
- 互联网电影数据库（IMDb）上《Film Socialisme》的资料（英文）
- 爛番茄上《Film Socialisme》的資料（英文）
- 豆瓣电影上《電影社會主義》的資料 （简体中文）